# Cyphomyrmex lectus
Cyphomyrmex lectus är en myrart som först beskrevs av Auguste-Henri Forel 1911.  Cyphomyrmex lectus ingår i släktet Cyphomyrmex och familjen myror. Inga underarter finns listade i Catalogue of Life.